# Amazon Echo

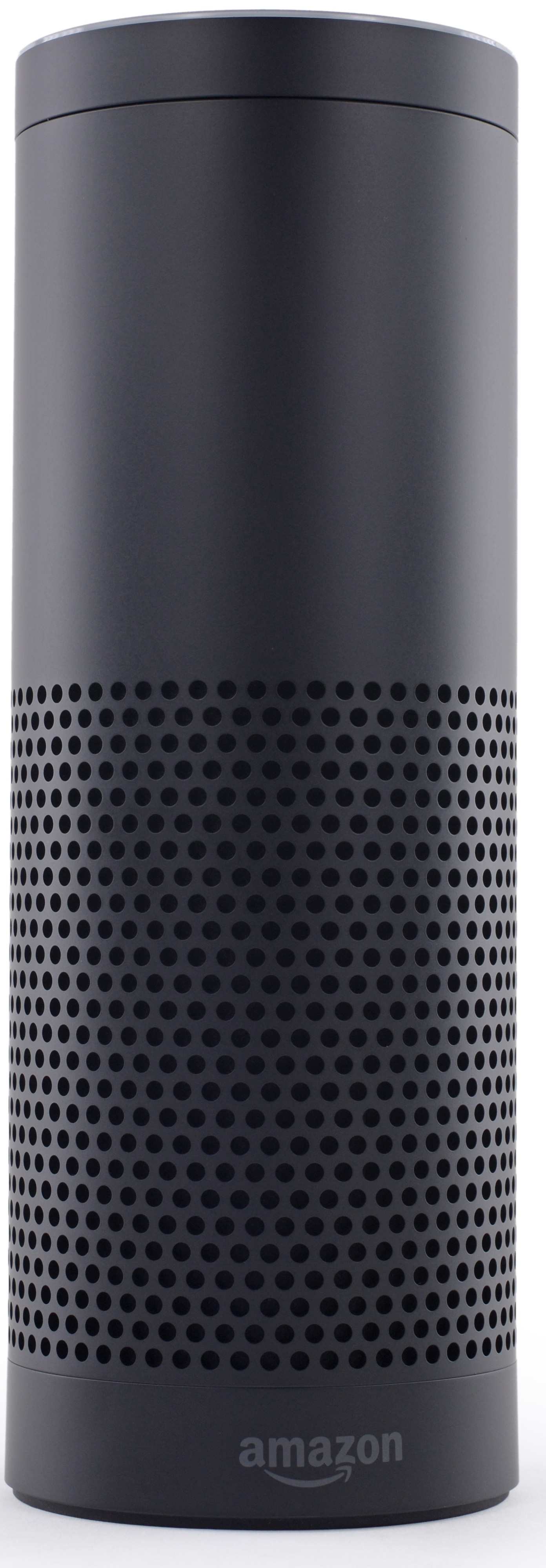
Amazon Echo, eerste generatie

Amazon Echo is een draadloze slimme speaker die is ontwikkeld door het Amerikaanse bedrijf Amazon. De speaker werd aangekondigd op 6 november 2014. Een tweede generatie verscheen op 31 oktober 2017.

## Beschrijving
De Echo is een cilindervormige luidspreker van 23,5 centimeter hoog met zeven ingebouwde microfoons. Door middel van spraakherkenning kan Echo opdrachten aannemen. Er wordt gebruikgemaakt van Alexa als slimme persoonlijke assistent. Zo kan men muziek afspelen via onder meer Apple Music, Pandora en Spotify, en er is ondersteuning voor thermostaten van Nest. Echo doet tevens dienst voor het besturen van domotica, bijvoorbeeld Philips Hue.
Het instellen van de Amazon Echo gebeurt door middel van een app op een smartphone of tablet. Eenmaal ingesteld werkt de Amazon Echo zelfstandig via een aanwezige Wi-Fi-verbinding.

## Zie ook

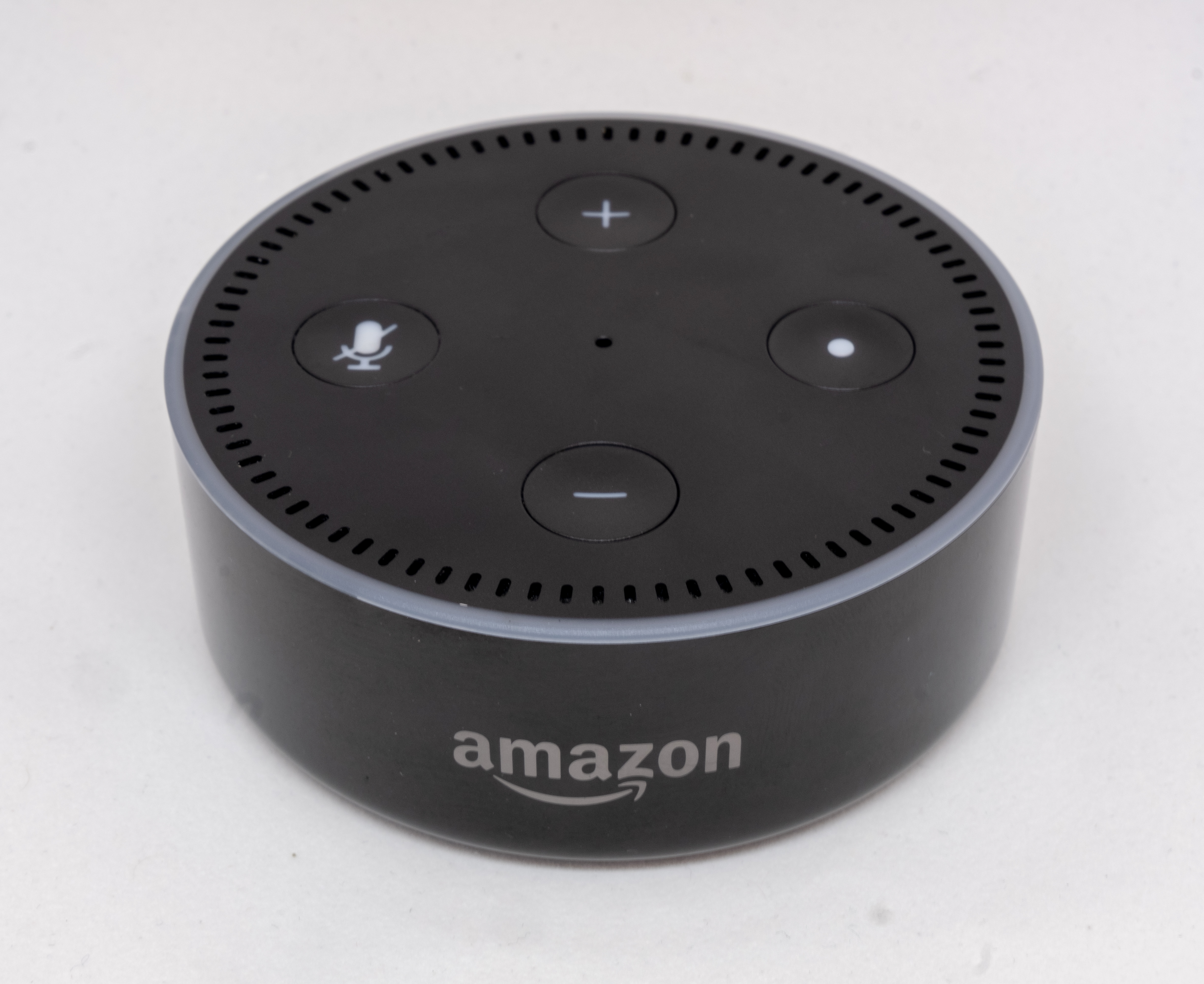
Amazon Echo Dot

## Varianten
| Model                                                                   | Beschrijving                                                              |
| ----------------------------------------------------------------------- | ------------------------------------------------------------------------- |
| Echo                                                                    | oorspronkelijke versie                                                    |
| Echo Dot                                                                | platte versie met kleinere speaker                                        |
| Echo Plus                                                               | bevat een temperatuursensor en ZigBee-module                              |
| Echo Show Echo Show 5 en 8                                              | met rechthoekig display voor het afspelen van video's en voor videobellen |
| Echo Spot                                                               | identiek aan de Echo Show maar heeft een bolvormige behuizing             |
| Echo Auto                                                               | een versie voor auto's                                                    |
| Echo Input Echo Buttons Echo Connect Echo Sub Echo Wall Clock Echo Flex | invoerapparaten en uitbreidingen                                          |